# Lepidiota ultima
Lepidiota ultima är en skalbaggsart som beskrevs av Britton 1978. Lepidiota ultima ingår i släktet Lepidiota och familjen Melolonthidae. Inga underarter finns listade i Catalogue of Life.